# Darkover
Darkover is een fictieve planeet, de enige van de zeven planeten rond de ster Cottman die bewoonbaar is. Op Darkover spelen zich de korte verhalen en romans van de Darkover serie af, geschreven door de Amerikaanse schrijfster Marion Zimmer Bradley.
Darkover is de vierde van de zeven planeten in het Cottmanstelsel en ongeveer even groot als de Aarde. Er cirkelen vier manen rond de planeet. Omdat de planeet maar weinig metalen bevat is de zwaartekracht lager dan op aarde. Darkover beschrijft een langere baan rond de ster, waardoor een jaar 15 maanden duurt. Het grootste deel van de planeet ligt onder een ijskap, alleen een smalle strook rond de evenaar is warm genoeg om te leven, hoewel ook dit deel het grootste deel van het jaar onder de sneeuw of ijs ligt.

## Levensvormen
- Katmensen - in vroeger tijden door mensen gemaakte intelligente wezens.
- Chieri - grote, langlevende, telepathische inlandse wezens.
- Kyrri - aapmensachtige inlandse wezens met grijze vacht.
- Ya-men - in vroeger tijden door mensen gemaakte vogelmensen.
- Cralmac - in vroeger tijden door mensen gemaakte mensachtigen
- Trailmen